# ATP Buenos Aires 1976
L'ATP Buenos Aires 1976 è stato un torneo di tennis giocato sulla terra rossa. È stata la 47ª edizione del torneo, che fa parte del Commercial Union Assurance Grand Prix 1976.Si è giocato a Buenos Aires in Argentina dal 22 al 28 novembre 1976.

## Campioni

### Singolare maschile
Guillermo Vilas ha battuto in finale  Jaime Fillol con il punteggio di 6–2, 6–2, 6–3

### Doppio maschile
Carlos Kirmayr /  Tito Vázquez hanno battuto in finale  Ricardo Cano /  Belus Prajoux con il punteggio di 6–4, 7–5